# Karaören, Emirgazi
Karaören là một xã thuộc huyện Emirgazi, tỉnh Konya, Thổ Nhĩ Kỳ. Dân số thời điểm năm 2011 là 98 người.